# Hairpinning
Hairpinning, também chamado de loopback NAT ou ainda hairpin NAT, na computação em rede, descreve uma comunicação entre dois hosts atrás do mesmo dispositivo NAT usando seu endpoint mapeado. Como nem todos os dispositivos NAT suportam essa configuração de comunicação, os aplicativos devem estar cientes disso.
Hairpinning é onde uma máquina na LAN é capaz de acessar outra máquina na LAN através do endereço IP externo da LAN/roteador (com o encaminhamento de porta configurado no roteador para direcionar solicitações para a máquina apropriada na LAN), segundo o RFC 128.